# Marcel Houyoux
Marcel Houyoux (Bouffioulx, 2 mei 1903 - Charleroi, 28 november 1983) was een Belgisch wielrenner. 
Houyoux was beroepsrenner van 1925 tot 1935. In 1932 won hij Luik-Bastenaken-Luik, nadat hij het jaar ervoor al tweede was geworden achter Alfons Schepers.

## Resultaten in voornaamste wedstrijden
| Jaar | Ronde van Vlaanderen | Luik-Bast.‑Luik |
| ---- | -------------------- | --------------- |
| 1925 | 10e                  |                 |
| 1926 |                      | 26e             |
| 1927 |                      | 6e              |
| 1929 |                      | 7e              |
| 1931 | 27e                  | Zilver          |
| 1932 |                      | Goud            |